# Цаннер (перевал)
Цаннер (груз. წანერი) — общее название двух горных перевалов через Главный Кавказский хребет: Верхний Цаннер и Нижний Цаннер. Расположены на границе Кабардино-Балкарии и Грузии, между вершинами Ортокара и Ляльвер.
Высота перевала Нижний Цаннер составляет 3900 м, Верхний Цаннер — 3990 м. Путь к обоим перевалам с севера проходит по леднику Цанери. Название Цаннер переводится со сванского языка как «небо».